# Прапор Перемишлянського району
Пра́пор Перемишля́нського райо́ну — офіційний символ Перемишлянського району Львівської області, затверджений 26 червня 2007 року рішенням сесії Перемишлянської районної ради. Автор — А. Б. Гречило.

## Опис
Прапор являє собою прямокутне полотнище зі співвідношенням сторін 2:3, яке розділене на три трикутники: зеленого кольору з жовтими бджолиними стільниками у центрі та жовтими з боків.